# Campeonato Europeo de Boxeo Aficionado de 2013
El XL Campeonato Europeo de Boxeo Aficionado se celebró en Minsk (Bielorrusia) entre el 31 de mayo y el 8 de junio de 2013 bajo la organización de la Confederación Europea de Boxeo (EUBC) y la Federación Bielorrusa de Boxeo Aficionado.
Las competiciones se realizaron en el Palacio de Deportes de la capital bielorrusa.

## Medallistas
| Evento               | Oro                              | Plata                           | Bronce                                                     |
| -------------------- | -------------------------------- | ------------------------------- | ---------------------------------------------------------- |
| Minimosca (49 kg)    | David Airapetian · Rusia         | Patrick Barnes Irlanda          | Jack Bateson Inglaterra Salman Əlizadə Azerbaiyán          |
| Mosca (52 kg)        | Andrew Selby Gales               | Michael Conlan Irlanda          | Elvin Məmişzadə · Azerbaiyán Ovik Ogannisian · Rusia       |
| Gallo (56 kg)        | John Joseph Nevin Irlanda        | Mykola Butsenko · Ucrania       | Vladimir Nikitin · Rusia Aram Avaguian · Armenia           |
| Ligero (60 kg)       | Pavlo Ishchenko · Ucrania        | Vazhen Safariants · Bielorrusia | Dmitri Polianski · Rusia Miklós Varga · Hungría            |
| Superligero (64 kg)  | Armen Zakarian · Rusia           | Dmitri Galagot Moldavia         | Abdel Malik Ladjali · Francia Artem Harutyunyan · Alemania |
| Wélter (69 kg)       | Alexandr Besputin · Rusia        | Arajik Marutjan · Alemania      | Bohdan Shelestiuk · Ucrania Pavel Kastramin · Bielorrusia  |
| Medio (75 kg)        | Jason Quigley Irlanda            | Bogdan Juratoni · Rumania       | Evhen Jytrov · Ucrania Zoltán Harcsa · Hungría             |
| Semipesado (81 kg)   | Nikita Ivanov · Rusia            | Peter Müllenberg · Países Bajos | Siarhei Novikau · Bielorrusia Petru Ciobanu · Moldavia     |
| Pesado (91 kg)       | Alexei Yegorov · Rusia           | Teymur Məmmədov Azerbaiyán      | Emir Ahmatović · Alemania Denys Poyatsyka · Ucrania        |
| Superpesado (+91 kg) | Məhəmmədrəsul Məcidov Azerbaiyán | Serguei Kuzmin · Rusia          | Viktar Zuyeu · Bielorrusia Joseph Joyce · Inglaterra       |

## Medallero
| Núm. | País         | Oro | Plata | Bronce | Total |
| ---- | ------------ | --- | ----- | ------ | ----- |
| 1    | Rusia        | 5   | 1     | 3      | 9     |
| 2    | Irlanda      | 2   | 2     | 0      | 4     |
| 3    | Ucrania      | 1   | 1     | 3      | 5     |
| 4    | Azerbaiyán   | 1   | 1     | 2      | 4     |
| 5    | Gales        | 1   | 0     | 0      | 1     |
| 6    | Bielorrusia  | 0   | 1     | 3      | 4     |
| 7    | Alemania     | 0   | 1     | 2      | 3     |
| 8    | Moldavia     | 0   | 1     | 1      | 2     |
| 9    | Países Bajos | 0   | 1     | 0      | 1     |
| 9    | Rumania      | 0   | 1     | 0      | 1     |
| 11   | Hungría      | 0   | 0     | 2      | 2     |
| 11   | Inglaterra   | 0   | 0     | 2      | 2     |
| 13   | Armenia      | 0   | 0     | 1      | 1     |
| 13   | Francia      | 0   | 0     | 1      | 1     |
|      | TOTAL        | 10  | 10    | 20     | 40    |